# Sorin Cigan
Sorin Cigan (n. 29 mai 1964, Tușnad, România) este un fost fotbalist profesionist român care a jucat ca atacant și un actual antrenor de fotbal. Cigan a jucat în România mai ales pentru FC Bihor Oradea, dar a avut cele mai bune sezoane la FC Brașov, apoi s-a transferat în Ungaria, unde a devenit un jucător cunoscut, jucând de-a lungul carierei sale, printre altele, la unele dintre cele mai importante cluburi din Budapesta: Ferencváros și Újpest.
Fiul său, Cristian Cigan, este tot fotbalist.
În iunie 2009 Cigan a fost implicat într-un scandal de trucare a meciurilor, el fiind acuzat că a primit bani de la ACU Arad pentru a-i convinge pe jucătorii clubului FC Bihor Oradea să o lase pe ACU Arad să câștige. În 2013 a fost condamnat la o pedeapsă de 3 ani de închisoare cu suspendare.

## Legături externe
- Sorin Cigan pe site-ul National-Football-Teams.com
- Sorin Cigan pe RomanianSoccer.ro și StatisticsFootball.com